# Ischnocnema penaxavantinho
Ischnocnema penaxavantinho es una especie de anfibio anuro de la familia Brachycephalidae.

## Distribución geográfica
Esta especie es endémica de Minas Gerais en Brasil. Habita hasta 800 m de altitud en el Triángulo Mineiro.

## Publicación original
- Giaretta, Toffoli & Oliveira, 2007 : A new species of Ischnocnema (Anura: Eleutherodactylinae) from open areas of the Cerrado Biome in southeastern Brazil. Zootaxa, n.º 1666, p. 43-51.[5]